# Liste der höchsten Gebäude in Dubai

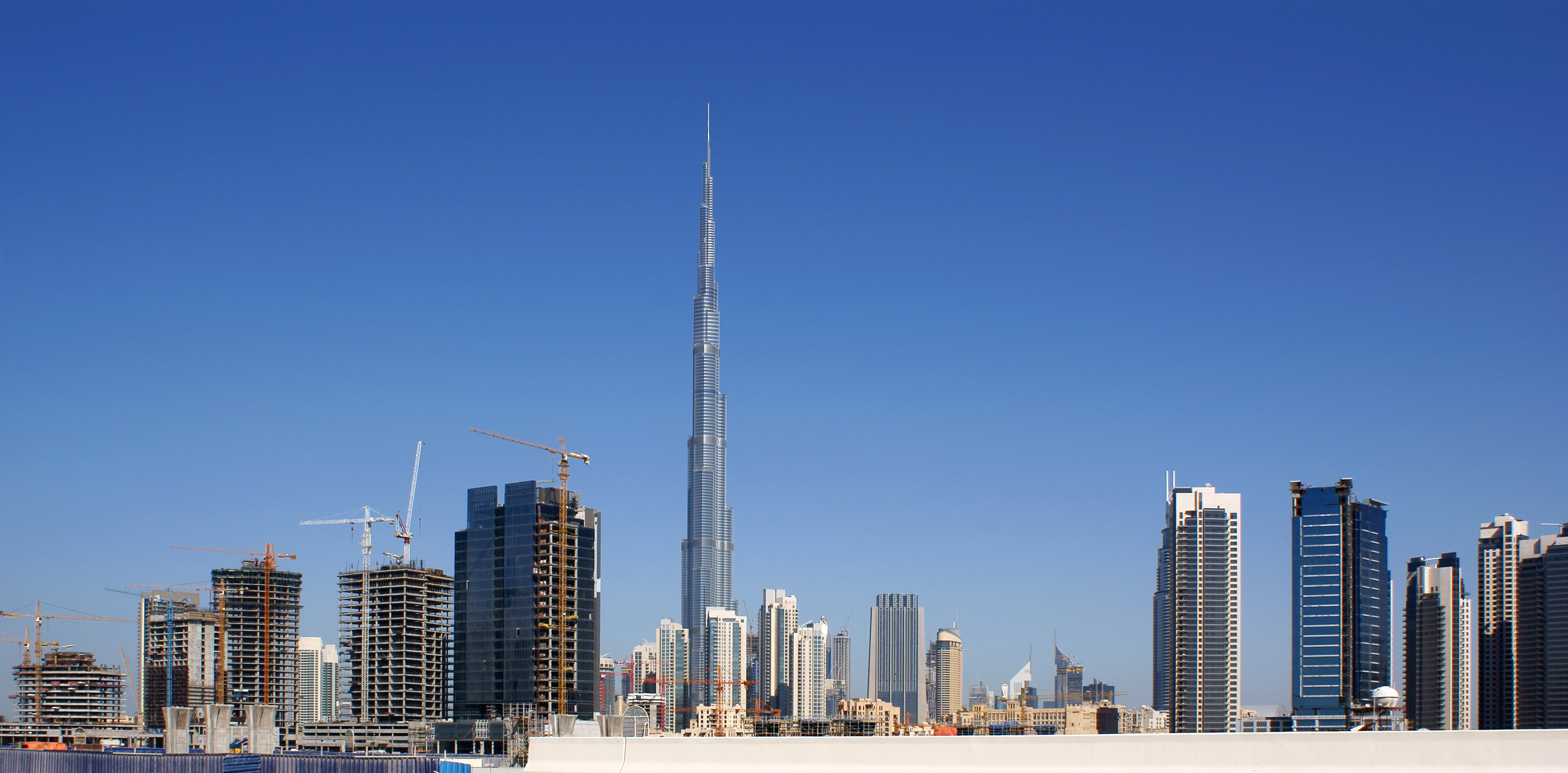
Die Skyline Dubais mit dem Burj Khalifa

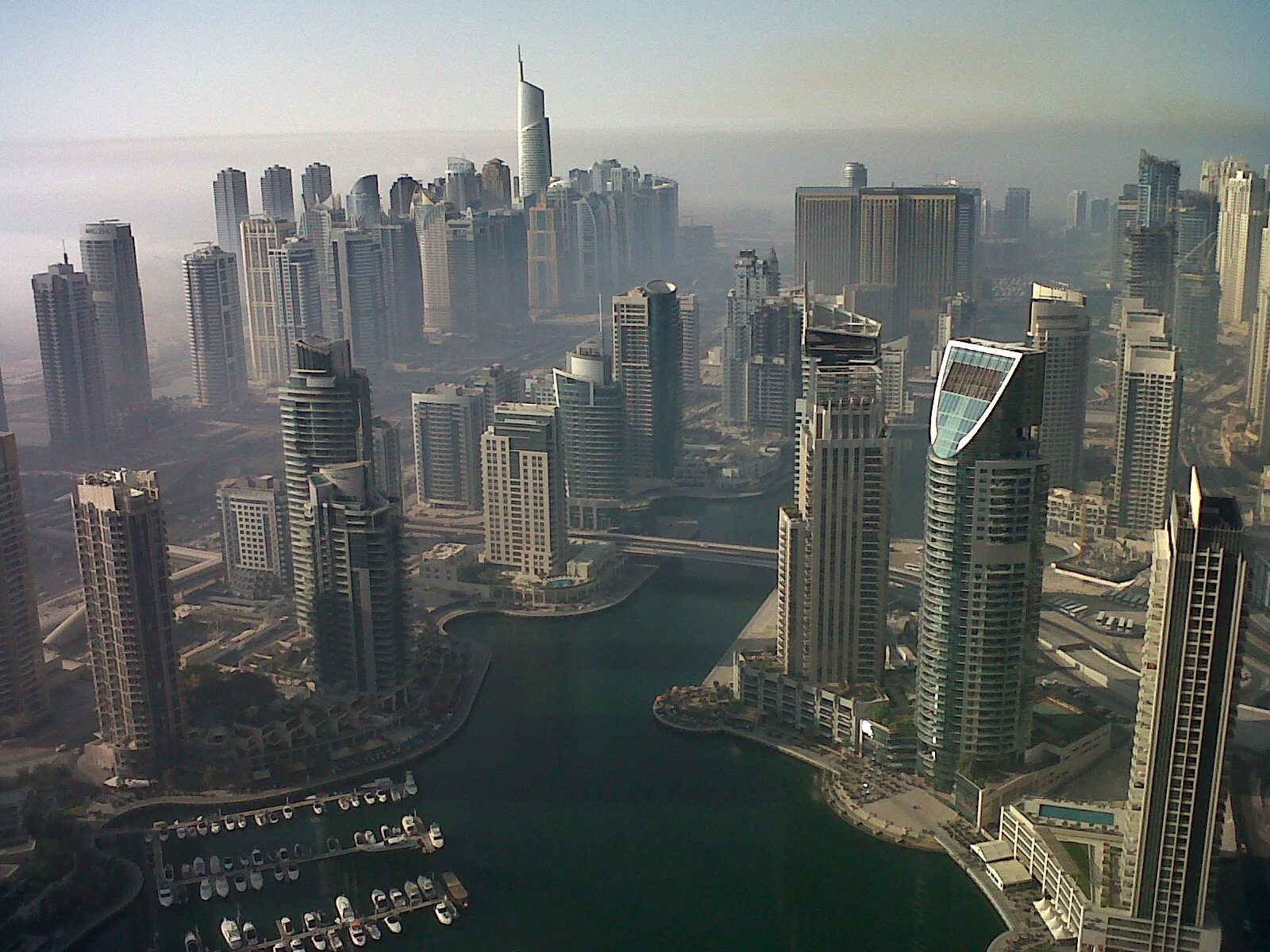
Blick über einen Teil der Skyline Dubais von The Torch aus gesehen

Der Artikel Liste der höchsten Gebäude in Dubai umfasst Listen von Wolkenkratzern in Dubai (VAE), die unter verschiedenen Gesichtspunkten zusammengestellt wurden: eine allgemeine Liste aller erbauten und im Bau befindlichen Gebäude sowie eine Liste der höchsten geplanten Hochhäuser. Dazu werden in den Tabellen einige Basisdaten der Gebäude aufgelistet.

## Einführung
Die Stadt Dubai in den Vereinigten Arabischen Emiraten hat sich vor allem seit der Jahrtausendwende zu einer der bedeutendsten Metropolen im Hochhausbau entwickelt, vergleichbar mit New York City oder Hongkong. Das erste Großprojekt der Stadt war der Burj Al Arab, der im Jahr 1999 mit 321 Metern nicht nur das höchste Gebäude der Stadt war, sondern bis 2007 auch das höchste Hotel (einen Titel, den er an den ebenfalls in Dubai befindlichen Rose Tower abgeben musste). Darüber hinaus wurde er aufgrund seiner bemerkenswerten Architektur (das Bauwerk steht zudem auf einer künstlich errichteten Insel) zum Wahrzeichen Dubais. Bereits ein Jahr später, im Jahr 2000, wurden die beiden Emirates Towers fertiggestellt. Der erste Turm, der Emirates Office Tower, übernahm für weitere neun Jahre den Rang des höchsten Gebäudes der Stadt am Persischen Golf. Seine Höhe beträgt 355 Meter. Im Jahr 2009 errang der 363 Meter hohe Almas Tower kurzzeitig den Titel des höchsten Wolkenkratzers in Dubai. Schon im Jahr 2004 begannen die Arbeiten am Burj Khalifa (während der Bauphase Burj Dubai), der im Jahr 2010 vollendet wurde. Mit einer Höhe von 828 Metern ist er nicht nur das mit Abstand höchste Gebäude der Stadt, sondern das auch mit deutlichem Vorsprung höchste Gebäude (als auch Bauwerk) der Erde. Derzeit (Stand 2014) sind in Dubai jedoch noch etliche weitere Gebäude im Bau (mehr als zehn Projekte werden höher als 300 Meter sein), so wie beispielsweise der Princess Tower (414 Meter), Dream Dubai Marina (432 Meter) sowie die 376 Meter hohen Emirates Park Towers. Mit 516 Metern soll das Pentominium nach seiner Fertigstellung (bisher für das Jahr 2014 geplant) nicht nur der zweithöchste Bau der Stadt sein, sondern auch das höchste Wohngebäude der Welt. Aus wirtschaftlichen Gründen ruhen die Arbeiten jedoch seit August 2011.
Aufgrund der internationalen Wirtschaftskrise sind jedoch auch einige größere Projekte aufgehoben worden, oder der Bau wurde eingestellt. So begann Ende 2008 der Bau des Nakheel Towers, der mit einer Höhe von mehr als 1.000 Metern den Burj Khalifa als höchstes Bauwerk der Erde übertroffen hätte. Jedoch wurden die Arbeiten schon Anfang 2009 wieder eingestellt, seitdem ein Weiterbau unwahrscheinlich erscheint. So wurden auch die Bauarbeiten am Burj Al Alam, dessen projektierte Höhe bei 510 Metern lag, gestoppt und schließlich 2013 komplett abgesagt. Auch der unterbrochene Bau des über 400 Meter hohen Lighthouse Towers musste Mitte 2010 komplett abgesagt werden.

## Liste der höchsten Wolkenkratzer in Dubai
Hier sind alle Wolkenkratzer in Dubai ab 250 Metern aufgelistet, die entweder fertiggestellt sind, oder bereits ihre Endhöhe erreicht haben. Die Liste beinhaltet fertiggestellte und im Bau befindliche Gebäude.
| Rang | Gebäude                                    | Höhe A2 | Etagen A3 | Baujahr A4 | Nutzung A5               | Lage                   | Bemerkungen |
| ---- | ------------------------------------------ | ------- | --------- | ---------- | ------------------------ | ---------------------- | --- |
| 1    | Burj Khalifa                               | 828 m   | 163       | 2010       | Hotel / Wohnungen / Büro | Downtown Dubai         | Höchstes Gebäude der Welt, besitzt das höchste Stockwerk und die höchste Gesamthöhe aller Bauwerke.                                |
| 2    | Dream Dubai Marina                         | 427 m   | 101       | 2016       | Hotel/Wohnungen          | Dubai Marina           | |
| 3    | Princess Tower                             | 414 m   | 101       | 2012       | Wohnungen                | Dubai Marina           | Derzeit zweithöchstes Wohngebäude der Welt.                                                                                        |
| 4    | 23 Marina                                  | 393 m   | 90        | 2012       | Wohnungen                | Dubai Marina           | Dritthöchstes Wohngebäude der Welt.                                                                                                |
| 5    | Elite Residence                            | 380 m   | 91        | 2012       | Wohnungen                | Dubai Marina           | |
| 6    | The Address The BLVD                       | 370 m   | 72        | 2017       | Hotel/Wohnungen          | Downtown Dubai         | |
| 7    | Ciel Tower                                 | 366 m   | 82        | 2024       | Hotel                    | Dubai Marina           | Höchstes Hotel der Welt. |
| 8    | Almas Tower                                | 363 m   | 74        | 2009       | Büro                     | Jumeirah Lake Towers   | Der Almas Tower war 2009 für einige Monate das höchste fertiggestellte Gebäude Dubais.                                             |
| 9    | Gevora Hotel                               | 356 m   | 75        | 2017       | Hotel                    | Sheikh Zayed Road      | Zweithöchstes Hotel der Welt. |
| 9    | Il Primo Tower                             | 356 m   | 77        | 2024       | Wohnungen                | Downtown Dubai         | |
| 11   | JW Marriott Marquis Hotel Dubai 1          | 355 m   | 77        | 2012       | Hotel/Wohnungen          | Downtown Dubai         | Höchste Zwillingstürme der Stadt.                                                                                                  |
| 11   | JW Marriott Marquis Hotel Dubai 2          | 355 m   | 77        | 2012       | Hotel/Wohnungen          | Downtown Dubai         | Höchste Zwillingstürme der Stadt.                                                                                                  |
| 11   | Emirates Office Tower                      | 355 m   | 54        | 2000       | Büro                     | Sheikh Zayed Road      | War von 2000 bis 2009 das höchste Bauwerk der Stadt.                                                                               |
| 14   | The Torch                                  | 352 m   | 86        | 2011       | Wohnungen                | Dubai Marina           | War nach der Fertigstellung kurzzeitig das höchste Wohnhaus der Welt.                                                              |
| 15   | Uptown Dubai                               | 340 m   | 78        | 2023       | Wohnungen                | Uptown Dubai           | |
| 16   | SLS Dubai Hotel & Residences               | 336 m   | 78        | 2020       | Hotel/Wohnungen          |                        | |
| 17   | DAMAC Heights                              | 335 m   | 88        | 2018       | Wohnungen                | Dubai Marina           | Sollte ursprünglich 420 Meter hoch werden und 2016 als fünfthöchstes Wohngebäude fertiggestellt werden.                            |
| 18   | Rose Tower                                 | 333 m   | 72        | 2007       | Hotel                    | Sheikh Zayed Road      | Derzeit zweithöchstes reines Hotelgebäude der Welt.                                                                                |
| 18   | AMA Tower                                  | 333 m   | 62        | 2021       | Wohnungen                |                        | |
| 20   | The Address Residence - Fountain View III  | 331 m   | 77        | 2019       | Wohnungen                |                        | |
| 21   | Al Yaqoub Tower                            | 330 m   | 72        | 2012       | Hotel/Wohnungen          | Sheikh Zayed Road      | |
| 22   | The Index                                  | 328 m   | 80        | 2009       | Büro/Wohnungen           | Dubai Financial Center | |
| 23   | Grande                                     | 325 m   | 78        | 2023       | Wohnungen                | Downtown Dubai         | |
| 24   | Burj al Arab                               | 321 m   | 60        | 1999       | Hotel                    |                        | Bekanntes Wahrzeichen der Stadt. Der Turm wurde auf einer künstlichen Insel errichtet und war bis 2007 das höchste Hotel der Erde. |
| 25   | HHHR Tower                                 | 317 m   | 72        | 2009       | Wohnungen                | Sheikh Zayed Road      | |
| 26   | Ocean Heights                              | 310 m   | 82        | 2010       | Wohnungen                | Dubai Marina           | |
| 27   | Emirates Hotel Tower                       | 309 m   | 56        | 2000       | Hotel                    | Sheikh Zayed Road      | |
| 28   | Cayan Tower                                | 307 m   | 73        | 2013       | Wohnungen                | Dubai Marina           | Während der Bauphase als Infinity Tower bekannt.                                                                                   |
| 28   | Amna Tower                                 | 307 m   | 75        | 2020       | Wohnungen                | Sheikh Zayed Road      | |
| 28   | Noora Tower                                | 307 m   | 75        | 2019       | Wohnungen                | Sheikh Zayed Road      | |
| 31   | The Address Downtown Dubai                 | 306 m   | 63        | 2008       | Hotel/Wohnungen          | Downtown Dubai         | |
| 32   | One Za'abeel Tower 1                       | 305 m   | 67        | 2023       | Hotel/Wohnungen          | Za'abeel               | |
| 33   | The Address Beach Resort                   | 303 m   | 78        | 2020       | Hotel                    |                        | |
| 33   | Al Wasl Tower Dubai                        | 303 m   | 64        | 2024       | Hotel/Wohnungen          | Sheikh Zayed Road      | |
| 35   | Emirates Crown                             | 296 m   | 63        | 2008       | Wohnungen                | Dubai Marina           | |
| 36   | Forte Towers 1                             | 295 m   | 73        | 2023       | Wohnungen                | Downtown Dubai         | |
| 37   | Khalid Al Attar Tower 2                    | 294 m   | 66        | 2010       | Hotel                    | Sheikh Zayed Road      | |
| 38   | Opera Grand                                | 288 m   | 71        | 2021       | Wohnungen                | Downtown Dubai         | |
| 39   | Millennium Tower                           | 285 m   | 62        | 2006       | Wohnungen                | Sheikh Zayed Road      | |
| 39   | Sulafa Tower                               | 285 m   | 75        | 2010       | Wohnungen                | Dubai Marina           | |
| 41   | Address Harbour Point Tower 1              | 284 m   | 69        | 2023       | Wohnungen                | Dubai Marina           | |
| 42   | The Address Residence Fountain Views I     | 283 m   | 70        | 2018       | Wohnungen                | Dubai Marina           | |
| 42   | The Address Residence Fountain Views II    | 283 m   | 70        | 2018       | Wohnungen                | Dubai Marina           | |
| 44   | Al Hekma Tower                             | 282 m   | 64        | 2016       | Wohnungen                | Sheikh Zayed Road      | |
| 44   | ICD Brookfield Place                       | 282 m   | 54        | 2020       | Büro                     | Dubai Financial Center | |
| 46   | Marina Pinnacle                            | 280 m   | 73        | 2011       | Wohnungen                | Dubai Marina           | |
| 47   | Five Jumeirah Village Dubai                | 280 m   | 61        | 2019       | Hotel                    | Jumeirah               | |
| 48   | Boulevard Point                            | 279 m   | 69        | 2020       | Wohnungen                | Downtown Dubai         | |
| 49   | D1 Tower                                   | 277 m   | 78        | 2015       | Wohnungen                | Culture Village        | |
| 50   | Burj Vista Tower                           | 272 m   | 63        | 2018       | Wohnungen                | Sheikh Zayed Road      | |
| 51   | Hotel JAL Tower                            | 270 m   | 60        | 2010       | Hotel                    | Sheikh Zayed Road      | |
| 52   | 21st Century Tower                         | 269 m   | 55        | 2003       | Wohnungen                | Sheikh Zayed Road      | |
| 53   | DAMAC Paramount Hotel & Residences         | 268 m   | 69        | 2018       | Hotel/Wohnungen          | Downtown Dubai         | |
| 53   | DAMAC Paramount Tower 1                    | 268 m   | 69        | 2018       | Wohnungen                | Downtown Dubai         | |
| 53   | DAMAC Paramount Tower 2                    | 268 m   | 69        | 2018       | Wohnungen                | Downtown Dubai         | |
| 53   | DAMAC Paramount Tower 3                    | 268 m   | 69        | 2018       | Wohnungen                | Downtown Dubai         | |
| 57   | Al Kazim Tower 1                           | 265 m   | 53        | 2008       | Wohnungen                | Sheikh Zayed Road      | |
| 57   | Al Kazim Tower 2                           | 265 m   | 53        | 2008       | Wohnungen                | Sheikh Zayed Road      | |
| 59   | Address Sky View Tower 1                   | 264 m   | 60        | 2019       | Wohnungen                | Downtown Dubai         | |
| 60   | Ubora Tower 1                              | 263 m   | 61        | 2011       | Büro                     | Business Bay           | |
| 61   | Marina Gate II                             | 262 m   | 66        | 2019       | Wohnungen                | Dubai Marina           | |
| 62   | Vision Tower                               | 260 m   | 60        | 2010       | Büro                     | Business Bay           | |
| 63   | The Address Residences Dubai Opera Tower 1 | 260 m   | 65        | 2022       | Wohnungen                | Downtown Dubai         | |
| 64   | Downtown Views II Tower 1                  | 259 m   | 67        | 2022       | Hotel/Wohnungen          | Downtown Dubai         | |
| 65   | Paramount Tower Hotel & Residences         | 258 m   | 65        | 2021       | Hotel/Wohnungen          | Business Bay           | |
| 66   | FIVE LUXE JBR Dubai Marina                 | 257 m   | 55        | 2024       | Hotel                    | Dubai Marina           | |
| 67   | The Grand at Dubai Creek Harbour           | 256 m   | 63        | 2023       | Hotel                    | Dubai Creek            | |
| 68   | Conrad Hotel                               | 255 m   | 51        | 2013       | Hotel                    | Sheikh Zayed Road      | |
| 69   | Emirates Marina                            | 254 m   | 63        | 2007       | Hotel/Wohnungen          | Dubai Marina           | |
| 70   | Dubai Marriott Harbour Hotel & Suites      | 254 m   | 60        | 2007       | Büro/Wohnungen           | Dubai Marina           | |
| 71   | Chelsea Tower                              | 250 m   | 49        | 2005       | Hotel/Wohnungen          | Sheikh Zayed Road      | |

## Höchste Gebäude im Bau
Die nachfolgende Liste umfasst Wolkenkratzer in Dubai ab einer Höhe von 250 Metern, die sich derzeit im Bau befinden. Gebäude, deren Bau begann, jedoch derzeit unterbrochen ist, werden ebenfalls mit entsprechendem Vermerk gelistet.
| Gebäude                              | Höhe A2 | Etagen A3 | Baujahr A4 | Nutzung A5               | Lage         | Bemerkungen |
| ------------------------------------ | ------- | --------- | ---------- | ------------------------ | ------------ | --- |
| Dubai Creek Tower                    | 828+ m  |           |            | Aussichtsturm            |              | Im Baustopp. Soll höchstes Bauwerk der Welt werden, endgültige Höhe ist noch unbekannt. |
| Burj Azizi                           | 725 m   | 121       | 2022       | Büro / Wohnungen / Hotel |              | Soll 2027 fertig werden |
| Burj Binghatti Jacob & Co Residences | 557 m   | 105       | 2022       | Wohnungen                |              | Soll 2026 fertig werden |
| Pentominium                          | 516 m   | 122       | -          | Wohnungen                | Dubai Marina | Bau wurde eingestellt. Soll bei Vollendung zum höchsten Wohngebäude der Erde werden. |
| 106 Tower                            | 445 m   | 104       | -          | Wohnungen                | Dubai Marina | Ehemals unter dem Namen Marina 106 bekannt. Die Ende 2008 begonnenen Bauarbeiten ruhten ab Sommer 2009 und wurden im Frühjahr 2014 wiederaufgenommen. 2017 erfolgte ein weiterer Baustopp, der Weiterbau ist für 2020 geplant. |
| Dubai Pearl                          | 300 m   | 73        | -          | Wohnungen                |              | Wird zum Gebäude mit der größten Nutzfläche der Stadt. Bau gestoppt. |
| Metro Tower                          | 250 m   | 51        | -          | Büro/Wohnungen           |              | Bau gestoppt. |

## Liste der höchsten geplanten Wolkenkratzer in Dubai
Hier sind alle Wolkenkratzer in Dubai (ab 250 Meter), die sich in der Planungsphase befinden.
| Gebäude                    | Höhe A2 | Etagen A3 | Baujahr A4 | Nutzung A5               | Bemerkungen                        |
| -------------------------- | ------- | --------- | ---------- | ------------------------ | ---------------------------------- |
| One Park Avenue            | 550 m   | 116       | -          | Büro / Hotel / Wohnungen |                                    |
| Dubai Towers Dubai Tower 1 | 550 m   | 97        | -          | Büro / Hotel / Wohnungen | Keine Projektneuigkeiten seit 2007 |
| Burj Al Fattan             | 463 m   | 97        | -          | Büro / Hotel / Wohnungen |                                    |
| Dubai Towers Dubai Tower 2 | 463 m   | 78        | -          | Büro / Hotel / Wohnungen | Keine Projektneuigkeiten seit 2007 |
| The Wave Tower             | 370 m   | 92        | -          | Büro/Wohnungen           |                                    |
| Dubai Towers Dubai Tower 3 | 368 m   | 63        | -          | Wohnungen                | Keine Projektneuigkeiten seit 2007 |
| Dancing Towers             | 351 m   | 79        | -          | Büro                     |                                    |
| 1 Park Avenue              | 350 m   | 90        | -          | Büro / Hotel / Wohnungen |                                    |
| Dubai Beachfront Hotel     | 302 m   | 65        | -          | Hotel                    |                                    |
| The Atrium                 | 278 m   | 70        | -          | Wohnungen                |                                    |

## Galerie

Der Burj Khalifa
Almas Tower
Rose Tower
The Index
Der Burj al Arab
HHHR Tower
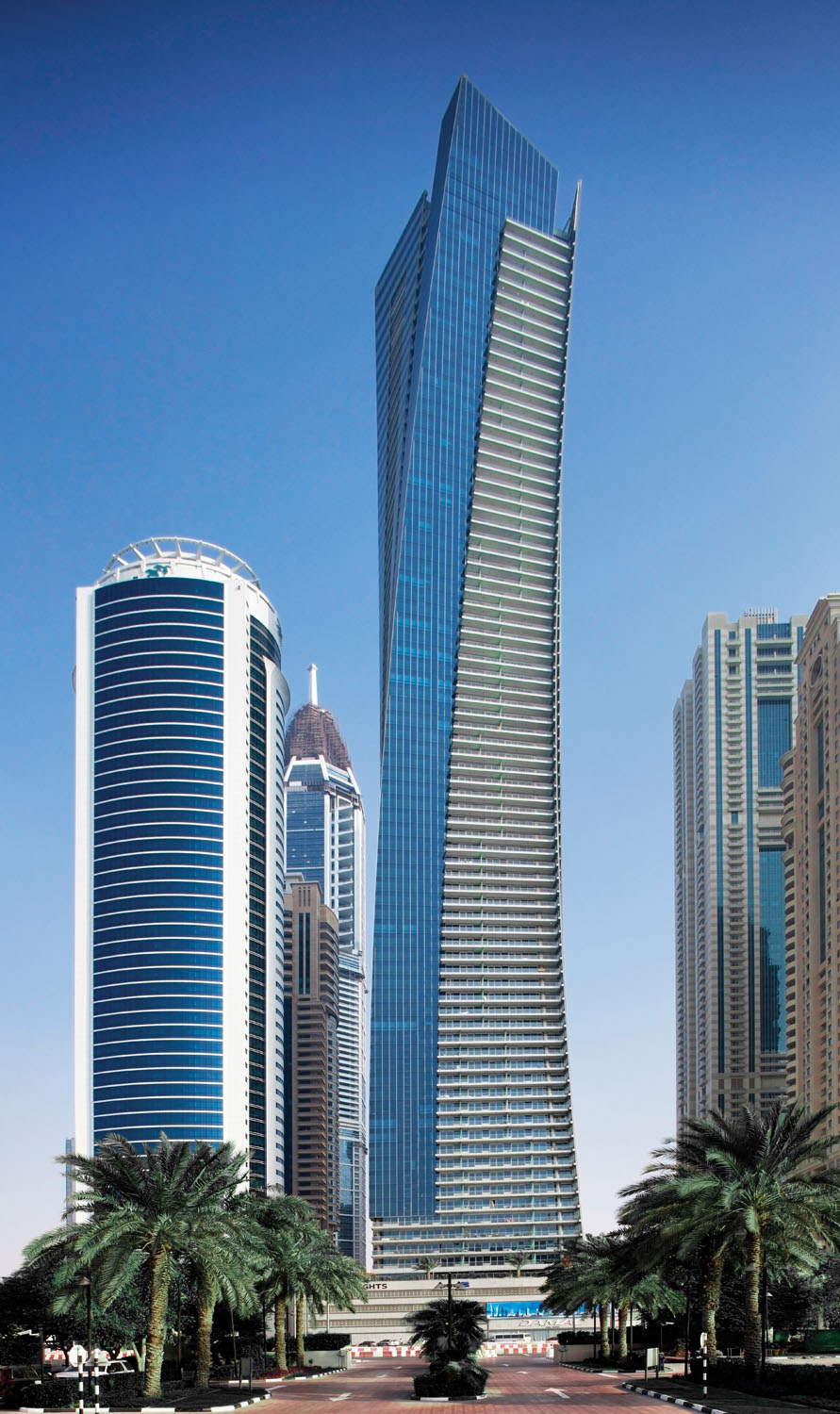
Ocean Heights